# Somuncuria somuncurensis
Somuncuria somuncurensis är en groddjursart som först beskrevs av José Miguel Cei 1969.  Somuncuria somuncurensis ingår i släktet Somuncuria och familjen Leiuperidae. IUCN kategoriserar arten globalt som akut hotad. Inga underarter finns listade i Catalogue of Life.